# Vanzy
Vanzy est une commune française située dans le département de la Haute-Savoie, en région Auvergne-Rhône-Alpes.

## Géographie

### Situation

#### Localisation
Tourné vers la vallée des Usses, le village est situé en bordure du plateau de la Semine, qui domine le défilé de l'Écluse au nord et le barrage de Génissiat sur le Rhône à l'ouest. À l'est, la montagne de Vuache une chaîne dorsale de 13 km de long sur 1,5 km de large d'altitude 700 à 1 101 m (mont Vuache), délimite l'extrême sud-ouest du bassin genevois.

#### Climat
Le climat y est de type montagnard.

#### Voies de communication et transports
La commune est située 31 km au nord-est d'Annecy, à 6 km après Frangy, et à 11 km avant Bellegarde-sur-Valserine. Elle est desservie par :
- la RN 508 section Annecy - Bellegarde-sur-Valserine ;
- l'autoroute A40, sortie « Éloise » (3 km) ;
- le TGV ou TER dans les gares de Bellegarde-sur-Valserine (11 km), Seyssel (12 km), Culoz (25 km) ;
- l'aéroport international de Genève-Cointrin (35 km) ou l'aéroport régional d'Annecy (30 km).

## Urbanisme

### Typologie
Au 1er janvier 2024, Vanzy est catégorisée commune rurale à habitat dispersé, selon la nouvelle grille communale de densité à sept niveaux définie par l'Insee en 2022.
Elle est située hors unité urbaine. Par ailleurs la commune fait partie de l'aire d'attraction de Genève - Annemasse (partie française), dont elle est une commune de la couronne,. Cette aire, qui regroupe 158 communes, est catégorisée dans les aires de 700 000 habitants ou plus (hors Paris),.

### Occupation des sols
L'occupation des sols de la commune, telle qu'elle ressort de la base de données européenne d’occupation biophysique des sols Corine Land Cover (CLC), est marquée par l'importance des territoires agricoles (61,1 % en 2018), en augmentation par rapport à 1990 (53,4 %). La répartition détaillée en 2018 est la suivante : 
prairies (53,2 %), forêts (38,9 %), zones agricoles hétérogènes (7,5 %), terres arables (0,4 %).
L'IGN met par ailleurs à disposition un outil en ligne permettant de comparer l’évolution dans le temps de l’occupation des sols de la commune (ou de territoires à des échelles différentes). Plusieurs époques sont accessibles sous forme de cartes ou photos aériennes : la carte de Cassini (XVIIIe siècle), la carte d'état-major (1820-1866) et la période actuelle (1950 à aujourd'hui).

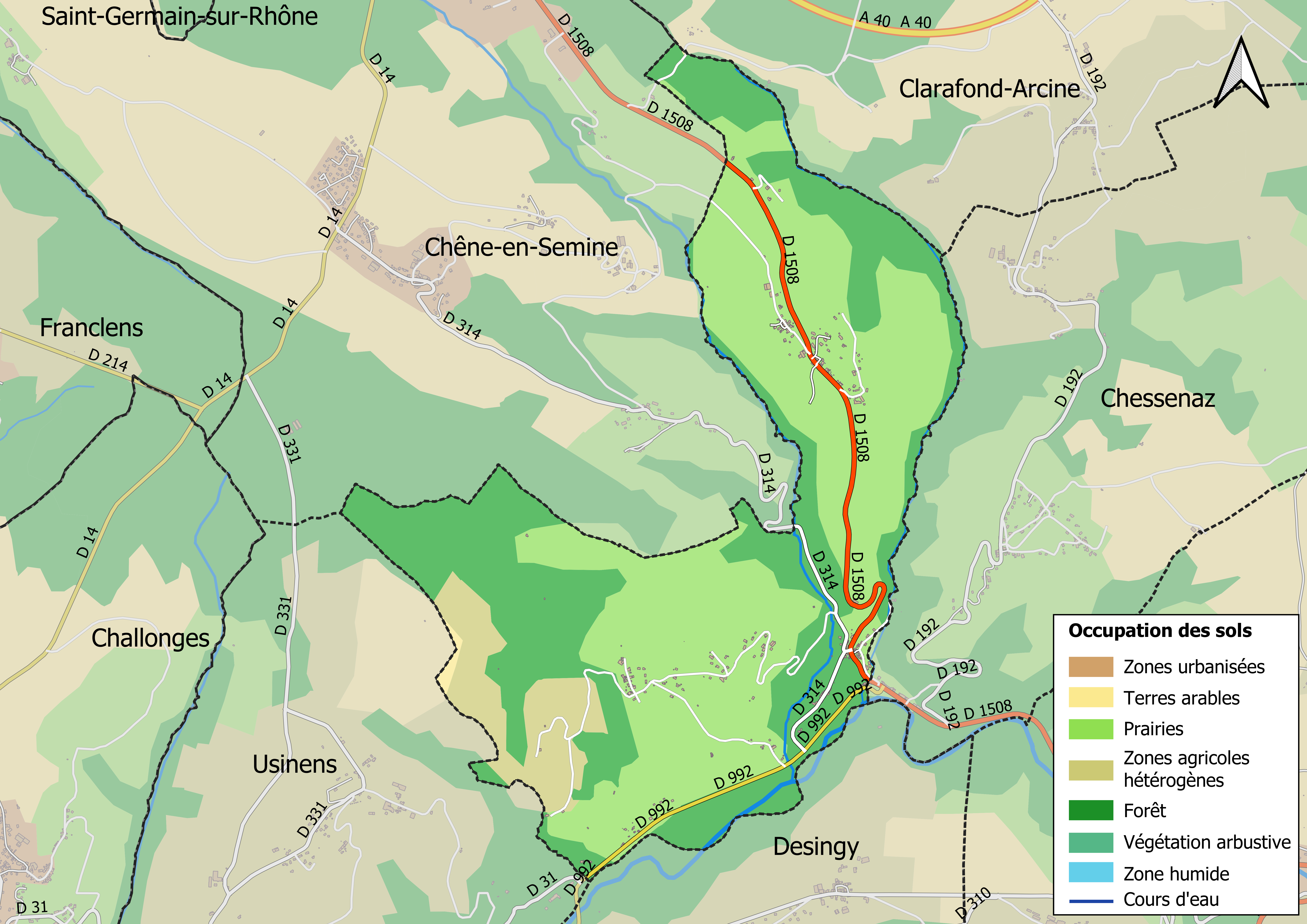
Carte des infrastructures et de l'occupation des sols en 2018 (CLC) de la commune.
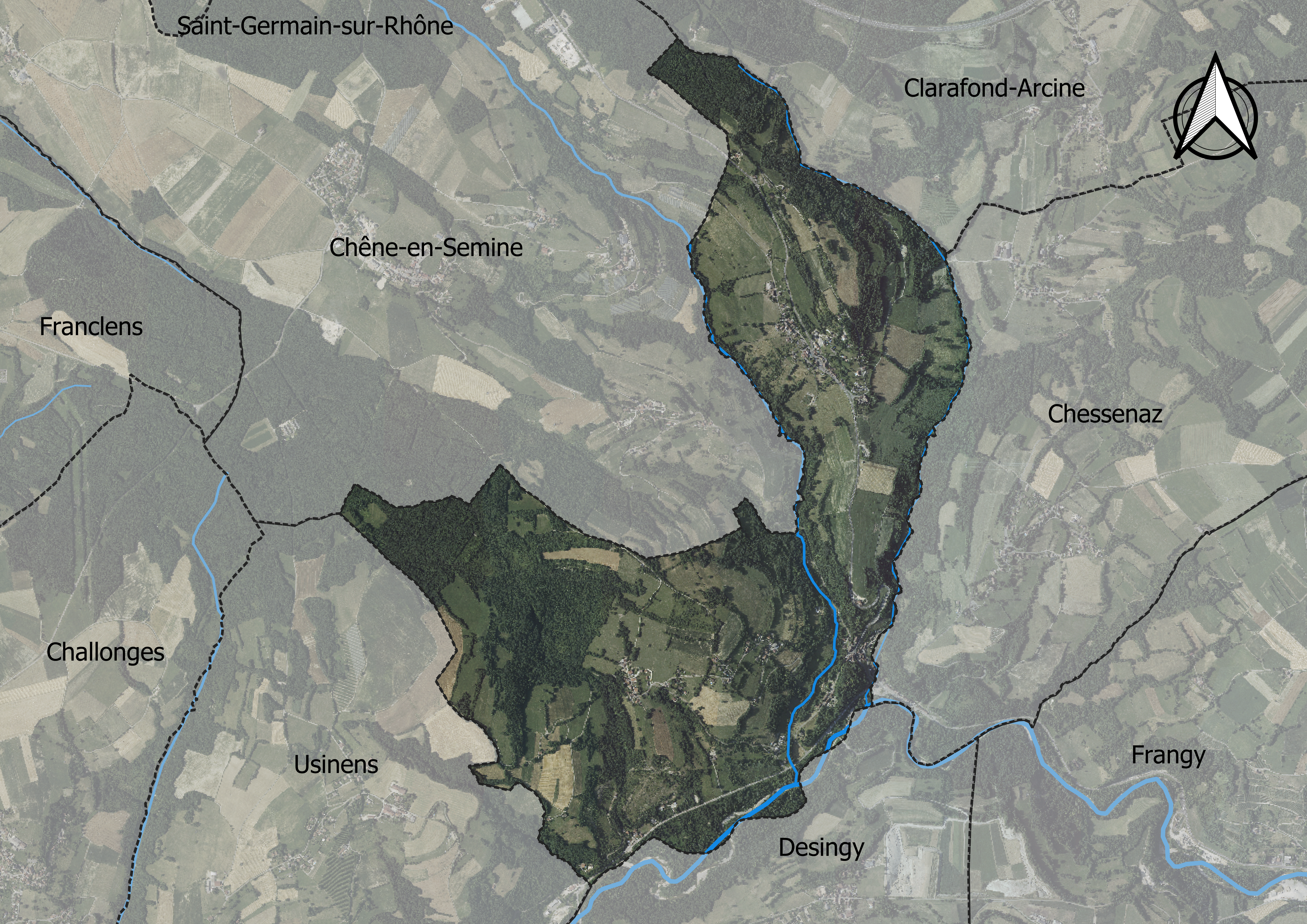
Carte orthophotogrammétrique de la commune.

## Toponymie
En francoprovençal, le nom de la commune s'écrit Vanzi (graphie de Conflans) ou Vanzi (ORB).

## Histoire
On sait qu'il y eut une présence préhistorique et protohistorique sur l'actuelle commune de Vanzy en raison de l'existence de cinq sites archéologiques.

## Politique et administration

### Tendances politiques
Régionales 2004 1er tour
| Inscrits   | 188 |         |  |
| Votants    | 130 | 69,15 % |  |
| Exprimés   | 124 | 95,38 % |  |
| LCR/LO     | 3   | 2,42 %  |  |
| PS/PCF/PRG | 16  | 12,90 % |  |
| Verts      | 22  | 17,74 % |  |
| DVD        | 2   | 1,61 %  |  |
| UDF/UMP    | 45  | 36,29 % |  |
| FN         | 32  | 25,81 % |  |
| MNR        | 4   | 3,23 %  |  |

### Liste des maires
| Période                                  | Période  | Identité      | Étiquette | Qualité                                     |
| ---------------------------------------- | -------- | ------------- | --------- | ------------------------------------------- |
| mars 2001                                | En cours | Roger Vionnet | ...       | Conseiller général du canton de 1979 à 2004 |
| Les données manquantes sont à compléter. |          |               |           |                                             |

## Population et société

### Démographie
L'évolution du nombre d'habitants est connue à travers les recensements de la population effectués dans la commune depuis 1793. Pour les communes de moins de 10 000 habitants, une enquête de recensement portant sur toute la population est réalisée tous les cinq ans, les populations de référence des années intermédiaires étant quant à elles estimées par interpolation ou extrapolation. Pour la commune, le premier recensement exhaustif entrant dans le cadre du nouveau dispositif a été réalisé en 2005.

En 2022, la commune comptait 350 habitants, en évolution de +6,71 % par rapport à 2016 (Haute-Savoie : +6,01 %, France hors Mayotte : +2,11 %).
| 1793 | 1800 | 1806 | 1822 | 1838 | 1848 | 1858 | 1861 | 1866 |
| ---- | ---- | ---- | ---- | ---- | ---- | ---- | ---- | ---- |
| 259  | 294  | 300  | 330  | 379  | 478  | 464  | 489  | 511  |

| 1872 | 1876 | 1881 | 1886 | 1891 | 1896 | 1901 | 1906 | 1911 |
| ---- | ---- | ---- | ---- | ---- | ---- | ---- | ---- | ---- |
| 564  | 567  | 531  | 477  | 405  | 387  | 395  | 382  | 348  |

| 1921 | 1926 | 1931 | 1936 | 1946 | 1954 | 1962 | 1968 | 1975 |
| ---- | ---- | ---- | ---- | ---- | ---- | ---- | ---- | ---- |
| 343  | 309  | 288  | 284  | 256  | 255  | 219  | 225  | 193  |

| 1982 | 1990 | 1999 | 2005 | 2006 | 2010 | 2015 | 2020 | 2022 |
| ---- | ---- | ---- | ---- | ---- | ---- | ---- | ---- | ---- |
| 192  | 222  | 242  | 265  | 274  | 303  | 318  | 340  | 350  |

### Enseignement
- École élémentaire publique.

### Sports
La commune possède un terrain de moto de trial sauvage et de ouvert toute l'année. 
Le quad se pratique aussı dans la commune.
De nombreux adeptes de jeux de simulatıon de guerre dit soft air s'y retrouvent pendant la belle saison.

### Médias
- Télévision locale : TV8 Mont-Blanc.

## Économie

### Revenus de la population et fiscalité
La taxe d'habitation pour l'année 2003 fut de 10,66 %. La taxe foncière bâtie fut quant à elle de 17,41 % et la taxe professionnelle de 36,58 %.

## Culture et patrimoine

### Monuments et lieux touristiques
- Château de Mons (v. XIIIe siècle) dont il reste des vestiges (tours), classés  Inscrit MH (1989)[11],[12] ;
- Château de Vanzy, dit la Fléchère, possédant une tour ronde et une tour carrée[12] ;
- Église dédiée à saint Étienne, dont la nef et le clocher ont été restaurés en 1880[12].

### Héraldique
| Blason de Vanzy | Blason  | D'azur à la burelle ondée d'agent accompagnée en chef d'une tour d'or et en pointe d'une aigle au vol abaissé d'argent. |
| Blason de Vanzy | Détails | Adopté par la municipalité. Présenté sur le site officiel de la commune                                                 |